# Rubelles
Rubelles és un municipi francès, situat al departament de Sena i Marne i a la regió de Illa de França. L'any 2007 tenia 1.830 habitants.
Forma part del cantó de Melun, del districte de Melun i de la Comunitat d'aglomeració Melun Val de Seine.

## Demografia

### Població
El 2007 la població de fet de Rubelles era de 1.830 persones. Hi havia 673 famílies, de les quals 103 eren unipersonals (52 homes vivint sols i 51 dones vivint soles), 285 parelles sense fills, 245 parelles amb fills i 40 famílies monoparentals amb fills.
La població ha evolucionat segons el següent gràfic:
Habitants censats

### Habitatges
El 2007 hi havia 706 habitatges, 684 eren l'habitatge principal de la família, 4 eren segones residències i 18 estaven desocupats. 698 eren cases i 6 eren apartaments. Dels 684 habitatges principals, 577 estaven ocupats pels seus propietaris, 93 estaven llogats i ocupats pels llogaters i 14 estaven cedits a títol gratuït; 5 tenien una cambra, 11 en tenien dues, 56 en tenien tres, 118 en tenien quatre i 494 en tenien cinc o més. 627 habitatges disposaven pel capbaix d'una plaça de pàrquing. A 250 habitatges hi havia un automòbil i a 412 n'hi havia dos o més.

### Piràmide de població
La piràmide de població per edats i sexe el 2009 era:
| Homes | Edats   | Dones |
| ----- | ------- | ----- |
| 0     | 95 o +  | 0     |
| 4     | 90 a 94 | 8     |
| 0     | 85 a 89 | 12    |
| 4     | 80 a 84 | 8     |
| 12    | 75 a 79 | 20    |
| 24    | 70 a 74 | 32    |
| 40    | 65 a 69 | 16    |
| 52    | 60 a 64 | 44    |
| 68    | 55 a 59 | 56    |
| 104   | 50 a 54 | 164   |
| 96    | 45 a 49 | 60    |
| 36    | 40 a 44 | 72    |
| 36    | 35 a 39 | 32    |
| 28    | 30 a 34 | 32    |
| 20    | 25 a 29 | 36    |
| 56    | 20 a 24 | 40    |
| 80    | 15 a 19 | 80    |
| 76    | 10 a 14 | 56    |
| 52    | 5 a 9   | 28    |
| 12    | 0 a 4   | 16    |

## Economia
El 2007 la població en edat de treballar era de 1.245 persones, 845 eren actives i 400 eren inactives. De les 845 persones actives 798 estaven ocupades (407 homes i 391 dones) i 47 estaven aturades (27 homes i 20 dones). De les 400 persones inactives 149 estaven jubilades, 135 estaven estudiant i 116 estaven classificades com a «altres inactius».

### Ingressos
El 2009 a Rubelles hi havia 698 unitats fiscals que integraven 1.831,5 persones, la mediana anual d'ingressos fiscals per persona era de 29.261 €.

### Activitats econòmiques
Dels 87 establiments que hi havia el 2007, 1 era d'una empresa de fabricació d'altres productes industrials, 9 d'empreses de construcció, 18 d'empreses de comerç i reparació d'automòbils, 3 d'empreses de transport, 10 d'empreses d'hostatgeria i restauració, 1 d'una empresa d'informació i comunicació, 5 d'empreses financeres, 7 d'empreses immobiliàries, 17 d'empreses de serveis, 10 d'entitats de l'administració pública i 6 d'empreses classificades com a «altres activitats de serveis».
Dels 20 establiments de servei als particulars que hi havia el 2009, 1 era una oficina bancària, 3 tallers de reparació d'automòbils i de material agrícola, 2 paletes, 3 guixaires pintors, 1 lampisteria, 1 electricista, 2 perruqueries, 4 restaurants, 2 agències immobiliàries i 1 tintoreria.
Dels 7 establiments comercials que hi havia el 2009, 1 era un hipermercat, 1 una carnisseria, 1 una peixateria, 1 una llibreria, 1 una botiga de material de revestiment de parets i terra, 1 un drogueria i 1 una joieria.

## Equipaments sanitaris i escolars
L'únic equipament sanitari que hi havia el 2009 era una farmàcia.
El 2009 hi havia 1 escola maternal i 1 escola elemental.

## Poblacions més properes
El següent diagrama mostra les poblacions més properes.